# Sonate pour piano no 2 de Bax
Pour les articles homonymes, voir Sonate pour piano (homonymie).
La Sonate pour piano no 2 est une sonate pour piano du compositeur britannique Arnold Bax composée en 1919.

## Contexte historique
La deuxième sonate, en sol majeur et toujours en un seul mouvement, est d'un caractère beaucoup plus sombre, bien que d'un esprit tout aussi épique que la sonate pour piano no 1, et est datée du 19 juillet 1919. Arnold Bax ne nous donne pas de programme spécifique, mais on peut supposer qu'elle est liée à la Première Guerre mondiale ou, plus vraisemblablement, à la tragédie de l'insurrection de Pâques, à laquelle fait allusion le deuxième sujet de la première section, dans un style folklorique irlandais. La sonate est jouée pour la première fois par Arthur Alexander, un ami du compositeur, en novembre de cette année-là, bien que Harriet Cohen ait écrit sur le manuscrit une dédicace à elle-même et que, lorsque la version révisée parait en juin 1920, elle était la pianiste. Dans une lettre à Tilly Fleischmann, Arnold Bax a admis que la sonate était « préoccupée par les forces antagonistes de la lumière et de l'obscurité » (« concerned with the warring forces of light and darkness »).

## Structure
En trois sections, son exécution dure environ vingt-cinq minutes.
- Lento. Tenebroso. Slow – moderato eroico
- Lento – Vivace – Tempo I
- Tempo I – Molto largamente – Lento

## Analyse
La sonate, qui se joue en continu, comprend des éléments de trois mouvements, avec deux nouveaux thèmes dans la section centrale et le motif de la longue et menaçante introduction de la sonate qui revient pour marquer le troisième mouvement. Ici, les matériaux des deux sections précédentes sont juxtaposés et l'œuvre s'achève sur le motif de l'introduction, désormais dans la tonalité majeure, toute passion épuisée.
Le voyage de l'introduction sinistre et prémonitoire avec son motif distinctif (peut-être un motif du « destin ») à travers le premier sujet d'allure héroïque, marqué « Brazen and glitteringly » (« Effronté et étincelant »), jusqu'au second thème, plus folklorique et contrasté, d'abord introduit très calmement, confère à la musique une énorme portée émotionnelle. Arnold Bax lance sa section médiane par une rêverie lyrique typique, destinée à être jouée « très calme et concentrée » (« very still and concentrated »), mais en l'espace de quatre minutes, sa mélodie se révèle elle-même héroïque, ce qui crée un contraste saisissant avec le retour littéral de l'ouverture de la sonate.
On ne peut déterminer si la partition reflète la réaction autobiographique du compositeur à la guerre qui vient de s'achever ou au soulèvement de Pâques, voire aux deux. Arnold Bax passe en revue ses thèmes dans sa troisième section, un mouvement au caractère dramatique et contrasté remarquable. Puis la mélodie du mouvement lent revient pour être jouée « très simplement » (« very simply »), et l'on commence soudain à se demander s'il ne fait pas plus que faire allusion à la phrase d'ouverture de sa chanson Roundel, aux mots de Geoffrey Chaucer « Your ey-en two wol slay me sodenly » (« vos yeux en deux me couperont soudainement »). Arnold Bax, qui venait tout juste de quitter sa femme et sa famille pour Harriet Cohen, écrit peut-être une autobiographie musicale d'un genre tout à fait différent. Peut-être célèbre-t-il la condition humaine à partir de sa propre expérience. La sonate s'achève sur le retour du motif du « destin » de l'introduction, qui menace brièvement, mais devient bientôt un murmure lointain, tandis que la lumière et la vision du compositeur s'estompent lentement.